# Villers-lès-Nancy
Villers-lès-Nancy – miejscowość i gmina we Francji, w regionie Grand Est, w departamencie Meurthe i Mozela.
Według danych na rok 1990 gminę zamieszkiwało 16 515 osób, a gęstość zaludnienia wynosiła 1660 osób/km² (wśród 2335 gmin Lotaryngii Villers-lès-Nancy plasuje się na 15. miejscu pod względem liczby ludności, natomiast pod względem powierzchni na miejscu 609.).

## Współpraca
Miejscowość partnerska:
- Wemmel, Belgia